# Aldo Cocchia
Aldo Cocchia (Nàpols, 30 d'agost de 1900 - Nàpols, 12 de desembre de 1968) va ser un militar italià.

## Biografia
Nascut a Nàpols l'any 1900, va assistir a l'Acadèmia Naval de Livorno, deixant-la el 18 de novembre de 1917 amb el grau de guardiamarina. Durant la Primera Guerra Mundialva ser embarcat al cuirassat Conte di Cavour romanent-hi de 1917 a 1919. El 1920 va embarcar a l'explorador Augusto Riboty participant en operacions a Albània. El 8 de desembre de 1921, amb el seu ascens a tinent de vaixell, s'embarcava diverses vegades, i esdevingué ajudant de l'almirall comandant del departament marítim militar de l'Alt Tirrè amb seu a La Spezia.
Ascendit a capità de corbeta l'1 de març de 1930, equipat amb la patent d'idoneïtat de tir a bord (designada amb les inicials T), va estar al capdavant de Torpedes i Municions a La Spezia i el 1931 va ser segon al comandament del vaixell de suport submarí Antonio Pacinotti i en van seguir el comandament del submarí minador Macantonio Bragadin.
Va participar en la Guerra d'Etiòpia com a Cap d'Estat Major Adjunt de la 2a Divisió Naval, a partir del 26 de setembre de 1935 i a la Guerra Civil Espanyola, al comandament dels MAS, submarins i torpediners. Mentrestant, amb antiguitat l'1 de desembre de 1935, va ascendir al grau de capità de fragata.
Des de setembre de 1938 va tenir el comandament del III esquadró de destructors a Massawa, mantenint-lo fins al març de 1940.
Quan Itàlia va entrar a la Segona Guerra Mundial, Cocchia va comandar el 1r grup de submarí de La Spezia i el submarí Luigi Torelli; el va comandar durant la primera missió a l'oceà Atlàntic, després de la qual va ser assignat a la base de Betasom (Bordeus) com a cap d'estat major.
Repatriat i ascendit a capità de navili, el maig de 1941 va dirigir la flotilla heterogènia que va transportar i desembarcar a Sitia (costa oriental de Creta), durant la invasió alemanya de l'illa, un regiment italià enviat per reforçar les tropes alemanyes implicades en la batalla. Aleshores va ser nomenat comandant militar de l'illa de Leros, càrrec que va ocupar fins al febrer de 1942, quan va ser substituït per Luigi Mascherpa.
El 20 de març de 1942 Cocchia va rebre el comandament del destructor Nicoloso da Recco i del XVI Esquadró de Destructors; durant els següents set mesos va ser capità de nombrosos combois de subministrament que navegaven des d'Itàlia i Grècia fins al nord d'Àfrica, enfrontant-se a atacs aeris i submarins britànics en nombroses ocasions i amb un èxit mixt.
La seva darrera missió d'escorta va acabar, el 2 de desembre de 1942, amb la batalla del banc de Skerki: el seu comboi (format pels vaixells mercants Aventino, Aspromonte, Puccini i KT 1), defensat per tres destructors (Da Recco, Folgore i Camicia Nera) i per dos torpediners (Procione i Clio), va ser atacat durant la nit per la Força Q britànica, formada pels creuers lleugers Aurora, Sirius i Argonaut i pels destructors HMS Quentin i HMAS Quiberon. Per ordre de Cocchia, tota l'escorta va contraatacar decididament, però no va poder evitar la destrucció del comboi; el Da Recco, després de dos atacs infructuosos amb els canons i amb torpedes, va tancar les distàncies per llançar un tercer atac, però la combustió accidental de la nafta continguda a l'embut de davant va generar una columna d'espurnes que va revelar la seva posició a l'enemic. El foc britànic precís va fer malbé Da Recco, provocant l'explosió dels dipòsits de munició cap endavant; més de la meitat de la tripulació van morir o ferides, inclòs el mateix Cocchia, que va patir cremades greus especialment a la cara. Cec temporalment, va haver de lliurar el comandament al segon comandant; Ingressat inicialment a l'hospital de Torrebianca (Trapani), va haver de passar els tres anys següents en diverses clíniques, sotmès a nombroses intervencions quirúrgiques per intentar pal·liar els danys causats pel foc. Estava desfigurat; per la seva acció decisiva en defensa del comboi contra forces superiors va rebre la Medalla d'Or al Valor Militar.
Transferit a la Llista d'Honor a causa de ferides de guerra, va aconseguir el grau d'almirall d'esquadra; des de novembre de 1958 va ser Director de la "Rivista Marittima" i des de juliol de 1960 fins a juny de 1963 va ser cap de l'Oficina Històrica de l'Estat Major Naval, dirigint la redacció de part dels volums de la sèrie relatius a l'activitat de la Marina italiana. a la Segona Guerra Mundial. Ell mateix va ser, en privat, l'autor d'alguns llibres i memòries commemoratives.
Va morir a Nàpols el 12 de desembre de 1968.

## Dates de promoció
Capita de navili – 1941
 Capità de fragata – 1 de desembre de 1935
 Capità de corbeta - 1 de març de 1930
 Tinent de vaixell – 8 de desembre de 1921
 Guardiamarina - 18 de novembre de 1917

## Condecoracions
Medalla d'or al Valor Militar – 2 de desembre de 1942
 Medalla de plata al Valor Militar (2 – març de 1942, gener de 1943)
 Medalla de bronze al Valor Militar (3 - maig de 1941, juny de 1942, agost de 1942)
 Medalla commemorativa de la guerra 1915-1918
 Medalla commemorativa italiana de la Victòria de 1918
 Medalla commemorativa de la Unitat d'Itàlia
 Medalla commemorativa de les operacions militars a l'Àfrica Oriental Italiana 1935-36
 Medalla commemorativa de la Campanya d'Espanya (1936-1939)